# جام جهانی فوتبال ۲۰۱۸
جام جهانی فوتبال ۲۰۱۸ بیست و یکمین دورهٔ جام جهانی فوتبال بود که از ۱۴ ژوئن تا ۱۵ ژوئیه ۲۰۱۸ (۲۴ خرداد تا ۲۴ تیر ۱۳۹۷) در کشور روسیه برگزار شد و در نهایت با قهرمانی تیم ملی فوتبال فرانسه پایان گرفت. در دیدار پایانی فرانسوی‌ها موفق شدند ۴–۲ تیم ملی فوتبال کرواسی را شکست دهند. حق امتیاز این مسابقات در تاریخ ۲ دسامبر ۲۰۱۰ به روسیه اهدا شده بود. این اولین جام جهانی در تاریخ می‌باشد که در اروپای شرقی برگزار شده‌است.
مسابقات نهایی شامل ۳۲ تیم است که ۳۱ تیم آن از طریق مسابقات مقدماتی انتخاب می‌شوند و یک تیم نیز به عنوان میزبان به صورت خودکار مشخص می‌شود. مجموع بازی‌های این تورنمنت ۶۴ مسابقه می‌باشد که در ۱۲ ورزشگاه و ۱۱ شهر برگزار شد. دیدار فینال این تورنمنت نیز در تاریخ ۱۵ ژوئیه ۲۰۱۸ در ورزشگاه لوژنیکی شهر مسکو برگزار شد.
اولین گل این رقابت‌ها را یوری گازینسکی بازیکن تیم ملی فوتبال روسیه در بازی افتتاحیه وارد دروازه عربستان سعودی کرد. آخرین گل مسابقات را نیز ماریو مانژوکیچ بازیکن تیم ملی فوتبال کرواسی در بازی فینال وارد دروازه فرانسه کرد. هری کین بازیکن تیم ملی فوتبال انگلستان با ۶ گل زده کفش طلای این رقابت‌ها را از آن خود کرد.

## انتخاب میزبان

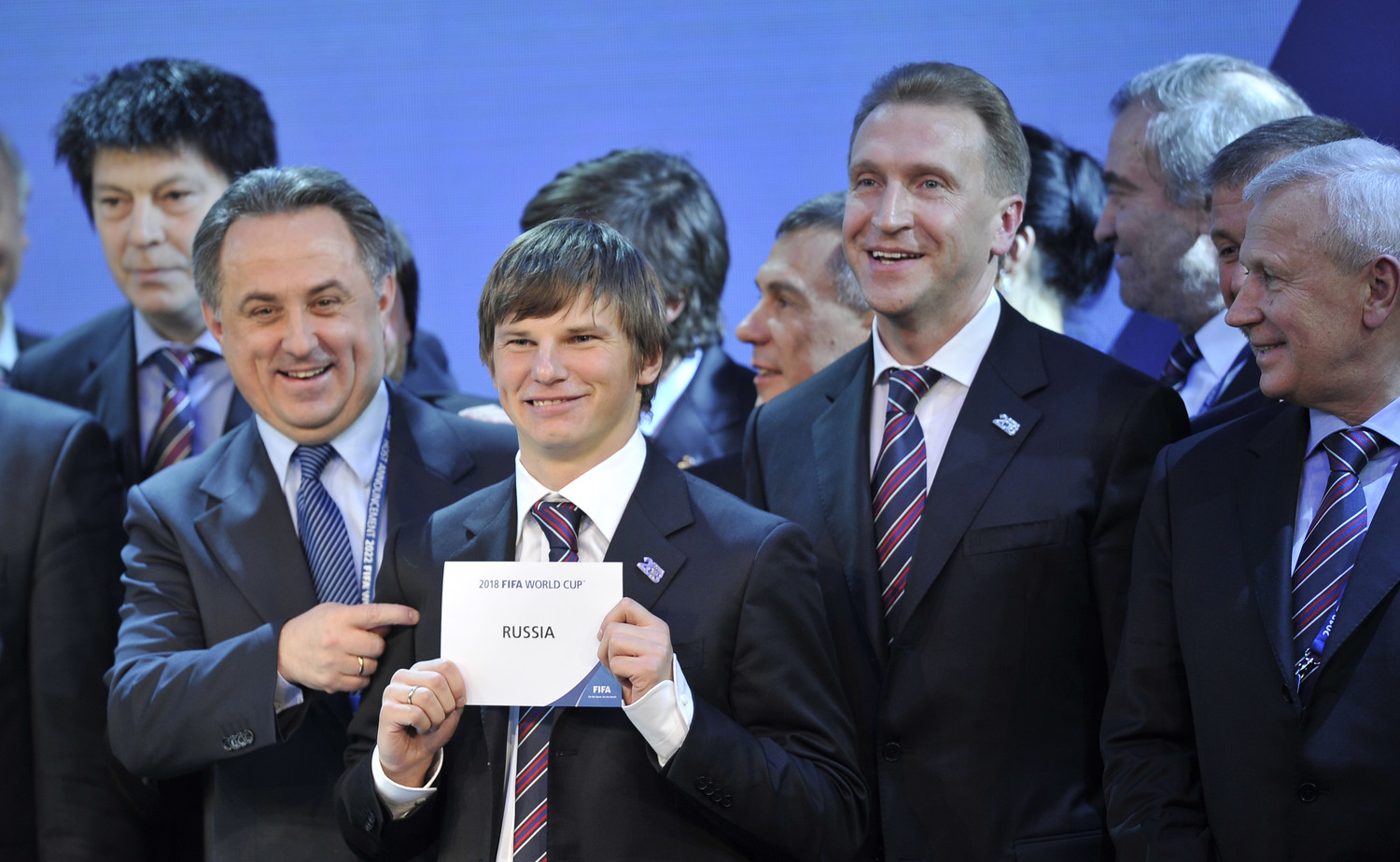
شادمانی پرسنل نامزد روسیه پس از انتخاب برای میزبانی جام جهانی ۲۰۱۸.

در ژانویه سال ۲۰۰۹ پیشنهادها برای برگزاری جام جهانی ۲۰۱۸ و ۲۰۲۲ آغاز شد و فدراسیون‌ها حداکثر تا ۲ فوریه ۲۰۰۹ فرصت داشتند جهت ثبت نام اقدام کنند. در ابتدا ۹ کشور برای تصاحب میزبانی جام جهانی ۲۰۱۸ پیشنهادهای خود را ارائه دادند؛ اما پس از خروج مکزیک از برنامه‌های میزبانی و همچنین نامزدی فدراسیون فوتبال اندونزی که پس از آنکه توسط دولت آن کشور تعلیق گشت و نتوانست برای توضیح این اتفاق بیانیه‌ای برای فیفا صادر کند، در فوریه ۲۰۱۰ توسط فیفا رد شد؛ در طی فرایند مناقصه نامزدی سه کشور باقی‌مانده غیر اروپایی (استرالیا، ژاپن و ایالات متحده) نیز به تدریج لغو گردید و پس از این اتفاق، کشورهای عضو یوفا برای میزبانی جام جهانی ۲۰۲۲ حذف شدند. به این ترتیب در نهایت چهار پیشنهاد روسیه، انگلستان، پرتغال/اسپانیا و همچنین بلژیک/هلند برای میزبانی جام جهانی ۲۰۱۸ انتخاب شدند.
در مراسمی که در ۲ دسامبر ۲۰۱۰ برای معرفی میزبانان جام جهانی ۲۰۱۸ و ۲۰۲۲ در شهر زوریخ برگزار شد، روسیه توانست در مرحله انتخابی دوم، به عنوان میزبان جام جهانی ۲۰۱۸ دست یابد. پرتغال/اسپانیا و بلژیک/هلند به ترتیب در جایگاه‌های دوم و سوم رسیدند. نامزدی انگلستان برای میزبانی مسابقات نیز که گفته می‌شد نزدیک‌ترین رقیب روسیه خواهد بود، در همان مرحله نخست با کسب تنها دو رأی حذف شد.
نتایج رای‌گیری به شرح زیر می‌باشد:
| نامزدها          | رای‌گیری   | رای‌گیری   |
| نامزدها          | مرحله اول | مرحله دوم |
| ---------------- | --------- | --------- |
| روسیه            | ۹         | ۱۳        |
| پرتغال / اسپانیا | ۷         | ۷         |
| بلژیک / هلند     | ۴         | ۲         |
| انگلستان         | ۲         | حذف شد    |

## اسپانسرها
| همراهان فیفا | اسپانسرهای جام جهانی                            | پشتیبانان اروپایی |
| --- | ----------------------------------------------- | ----------------- |
| \| - آدیداس[۱۲] - کوکاکولا[۱۳] - گازپروم[۱۴] - هیوندای–کیا[۱۵] \| - هواپیمایی قطر[۱۶] - ویزا[۱۷] - گروه واندا[۱۸] \| | - انهایزر-بوش اینبیف - های‌سنس - مک‌دونالد - ویوو | - آلفا بانک       |
| - آدیداس - کوکاکولا - گازپروم - هیوندای–کیا                                                                          | - هواپیمایی قطر - ویزا - گروه واندا             |                   |

## تیم‌ها

### مرحله مقدماتی
به استثنای روسیه که به صورت خودکار به عنوان میزبان در مسابقات حضور دارد، سایر فدراسیون‌های عضو فیفا واجد شرایط حضور در مراحل مقدماتی جام جهانی می‌باشند.
تیم ملی فوتبال میانمار، با توجه به ممنوعیت حضور تماشاگرانش در ورزشگاه‌ها به دلیل مشکلاتی که در جریان بازی با تیم ملی فوتبال عمان در مسابقات مقدماتی جام جهانی ۲۰۱۴ به وجود آوردند، با انجام بازی‌های خانگیش در خارج از خانه توانست این مشکل را برطرف کند. در تاریخ ۱۲ مارس ۲۰۱۵ و قبل از آغاز رقابت‌های مقدماتی، تیم ملی فوتبال زیمبابوه به دلیل نپذیرفتن پرداخت مطالبات خوزه کلودینی سرمربی پیشین خود، از شرکت در این مسابقات حذف شد. تیم ملی فوتبال اندونزی به دلیل دخالت دولت در فدراسیون فوتبال اندونزی، به عنوان بخشی از مجازات این کشور، قبل از تک مسابقهٔ مقدماتی‌اش برای صعود به مرحله بالاتر از ادامه مسابقات محروم شد.
قرعه‌کشی مسابقات مقدماتی به صورت رسمی در تاریخ ۲۵ ژوئیه ۲۰۱۵ در ساعت ۱۸:۰۰ به وقت محلی (مرکزی +۳)، در کاخ کنستانتینوفسکی واقع در استرلنا، سن پترزبورگ انجام شد. این در حالیست که مسابقات مقدماتی در دو کنفدراسیون ای‌اف‌سی و کونکاکاف قبل‌تر از قرعه‌کشی و در ماه مارس ۲۰۱۵ آغاز شده بود.
سهمیه‌های هر کنفدراسیون، توسط کمیته اجرایی فیفا در تاریخ ۳۰ مه ۲۰۱۵ و در زوریخ، پس از کنگره فیفا تخصیص داده شد.
در تاریخ ۱۳ مه ۲۰۱۶، دو فدراسیون جبل‌الطارق و کوزوو، رسماً به عضویت فیفا درآمدند و واجد شرایط حضور در مسابقات مقدماتی جام جهانی شدند.
از ۳۲ تیم راه یافته به این دوره از جام جهانی، ۲۰ تیم در دوره قبل (جام جهانی ۲۰۱۴) حضور داشتند. در این دوره برای اولین بار از کنفدراسیون ای اف سی ۵ تیم توانستند جواز حضور در جام جهانی را کسب کنند. تیم ملی ایسلند و تیم ملی پاناما اولین حضور خود را در تاریخ این جام تجربه کردند و همچنین این دو تیم ملی به عنوان کم جمعیت‌ترین کشورها در این دوره جام جهانی شناخته شدند. این برای اولین بار است که ۳ تیم از کشورهای نوردیک (سوئد، دانمارک و ایسلند) و ۴ تیم از کشورهای جهان عرب (مراکش، مصر، عربستان سعودی و تونس) جواز حضور در جام جهانی را کسب کردند.

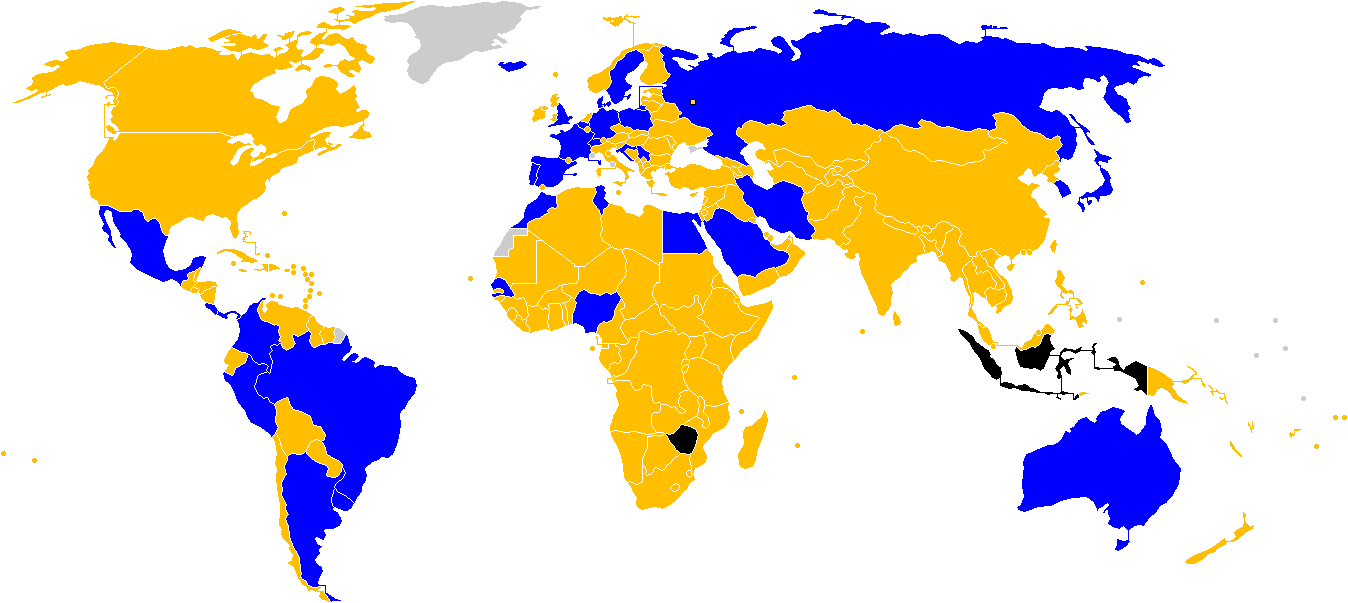
تیم‌های راه‌یافته به جام جهانی
تیم‌هایی که در مرحله مقدماتی از صعود بازماندند
تیم‌هایی که قبل از مرحله مقدماتی توسط فیفا حذف شدند
کشوری که عضو فیفا نیست

| آسیا (۵) - ایران (۳۴) - استرالیا (۴۳) - ژاپن (۴۴) - عربستان سعودی (۶۳) - کرهٔ جنوبی (۶۲) آفریقا (۵) - مصر (۳۰) - مراکش (۴۸) - نیجریه (۵۱) - سنگال (۳۲) - تونس (28) | کونکاکاف (۳) - کاستاریکا (۲۲) - مکزیک (۱۶) - پاناما (۴۹) کونمبول (۵) - آرژانتین (۴) - برزیل (۲) - کلمبیا (۱۳) - پرو (۱۰) - اروگوئه (۱۷) اقیانوسیه (۰) - بدون تیم راه‌یافته | اروپا (۱۴) - بلژیک (۵) - کرواسی (۱۸) - دانمارک (۱۹) - انگلستان (۱۲) - فرانسه (۷) - آلمان (۱) - ایسلند (۲۱) - لهستان (۶) - پرتغال (۳) - روسیه (۶۵) (میزبان) - صربستان (۳۸) - اسپانیا (۸) - سوئد (۲۵) - سوئیس (11) |  |

### بازماندگان بزرگ
تیم ملی فوتبال ایتالیا قهرمان ۴ دوره جام جهانی فوتبال و تیم ملی فوتبال هلند فینالیست ۳ دوره از صعود به این دوره جاماندند.

#### قهرمانان جام ملت‌های ۴ قاره
تیم ملی فوتبال کامرون قهرمان جام ملت‌های آفریقا ۲۰۱۷، تیم ملی فوتبال شیلی قهرمان دو دوره اخیر کوپا آمریکا و نایب قهرمان جام کنفدراسیون‌ها ۲۰۱۷، تیم ملی فوتبال نیوزیلند قهرمان جام ملت‌های اقیانوسیه ۲۰۱۶ و تیم ملی فوتبال ایالات متحده آمریکا قهرمان جام کونکاکاف از صعود به این دوره از جام جهانی بازماندند.

### قرعه کشی
قرعه کشی جام جهانی فوتبال ۲۰۱۸ در ۱ دسامبر ۲۰۱۷ (۱۰ آذر ۱۳۹۶) در کاخ بزرگ کرملین در مسکو، روسیه برگزار شد. این قرعه‌کشی، گروه‌بندی ۳۲ تیم ملی واجد شرایط را انجام داد و چیدمان مرحله گروهی را تعیین کرد. بر خلاف دوره قبلی تیم‌ها بر اساس رتبه‌بندی ماه اکتبر ۲۰۱۷ فیفا داخل گلدان‌ها قرار گرفتند، به طوری که روسیه به عنوان میزبان به همراه هفت تیم برتر صعود کننده به جام جهانی در گلدان یک و هشت تیم بعدی در گلدان ۲ و به همین ترتیب سایر تیم‌ها در گلدان‌ها ۳ و ۴ قرار گرفتند.
پس از این قرعه کشی مشخص شد که تیم‌های ملی آرژانتین و نیجریه برای بار پنجم در هفت دوره اخیر این رقابت‌ها و برای سومین دوره پیاپی باهم هم گروه شدند.
| گلدان ۱ | گلدان ۲ | گلدان ۳                                                                                                  | گلدان ۴ |
| --- | --- | --- | --- |
| روسیه (۶۵) (میزبان) · آلمان (۱) · برزیل (۲) · پرتغال (۳) · آرژانتین (۴) · بلژیک (۵) · لهستان (۶) · فرانسه (۷) | اسپانیا (۸) · پرو (۱۰) · سوئیس (۱۱) · انگلستان (۱۲) · کلمبیا (۱۳) · مکزیک (۱۶) · اروگوئه (۱۷) · کرواسی (۱۸) | دانمارک (۱۹) · ایسلند (۲۱) · کاستاریکا (۲۲) · سوئد (۲۵) · تونس (۲۸) · مصر (۳۰) · سنگال (۳۲) · ایران (۳۴) | صربستان (۳۸) · نیجریه (۴۱) · استرالیا (۴۳) · ژاپن (۴۴) · مراکش (۴۸) · پاناما (۴۹) · کرهٔ جنوبی (۶۲) · عربستان سعودی (۶۳) |

### ترکیب تیم‌ها
تیم‌های حاضر در جام جهانی ملزم بودند تا فهرست نهایی ۲۳ نفره خود را تا ۴ ژوئن ۲۰۱۸ به فیفا ارسال کنند.

## گروه‌بندی
| گروه A        | گروه B  | گروه C   | گروه D   |
| ------------- | ------- | -------- | -------- |
| روسیه         | پرتغال  | فرانسه   | آرژانتین |
| عربستان سعودی | اسپانیا | استرالیا | ایسلند   |
| مصر           | مراکش   | پرو      | کرواسی   |
| اروگوئه       | ایران   | دانمارک  | نیجریه   |

| گروه E    | گروه F    | گروه G   | گروه H |
| --------- | --------- | -------- | ------ |
| برزیل     | آلمان     | بلژیک    | لهستان |
| سوئیس     | مکزیک     | پاناما   | سنگال  |
| کاستاریکا | سوئد      | تونس     | کلمبیا |
| صربستان   | کرهٔ جنوبی | انگلستان | ژاپن   |

## ورزشگاه‌ها
شهرهای کالینینگراد، کازان، کراسنودار، مسکو، نیژنی نووگورود، روستوف-نا-دونو، سن پترزبورگ، سامارا، سارانسک، سوچی، ولگوگراد، یاروسلاول در روسیه میزبان جام جهانی بودند.
| مسکو                   | مسکو                                                                                              | سن پترزبورگ                                                                                       | سوچی                  |
| ---------------------- | ------------------------------------------------------------------------------------------------- | ------------------------------------------------------------------------------------------------- | --------------------- |
| ورزشگاه لوژنیکی        | ورزشگاه اوتکریتیه آرنا                                                                            | ورزشگاه کرستوفسکی                                                                                 | ورزشگاه المپیک فیشت   |
| ظرفیت: ۸۱٬۰۰۰          | ظرفیت: ۴۵٬۳۶۰                                                                                     | ظرفیت: ۶۸٬۱۳۴                                                                                     | ظرفیت: ۴۷٬۶۵۹         |
|                        |                                                                                                   |                                                                                                   |                       |
| سامارا                 | مسکوسن پترزبورگکالینینگرادنیژنی نووگورودکازانساماراولگوگرادسارانسکسوچیروستوف-نا-دونویکاترینبورگ · | مسکوسن پترزبورگکالینینگرادنیژنی نووگورودکازانساماراولگوگرادسارانسکسوچیروستوف-نا-دونویکاترینبورگ · | کازان                 |
| کاسموس آرنا            | مسکوسن پترزبورگکالینینگرادنیژنی نووگورودکازانساماراولگوگرادسارانسکسوچیروستوف-نا-دونویکاترینبورگ · | مسکوسن پترزبورگکالینینگرادنیژنی نووگورودکازانساماراولگوگرادسارانسکسوچیروستوف-نا-دونویکاترینبورگ · | ورزشگاه کازان آرنا    |
| ظرفیت: ۴۴٬۹۱۸          | مسکوسن پترزبورگکالینینگرادنیژنی نووگورودکازانساماراولگوگرادسارانسکسوچیروستوف-نا-دونویکاترینبورگ · | مسکوسن پترزبورگکالینینگرادنیژنی نووگورودکازانساماراولگوگرادسارانسکسوچیروستوف-نا-دونویکاترینبورگ · | ظرفیت: ۴۵٬۳۷۹         |
|                        | مسکوسن پترزبورگکالینینگرادنیژنی نووگورودکازانساماراولگوگرادسارانسکسوچیروستوف-نا-دونویکاترینبورگ · | مسکوسن پترزبورگکالینینگرادنیژنی نووگورودکازانساماراولگوگرادسارانسکسوچیروستوف-نا-دونویکاترینبورگ · |                       |
| روستوف-نا-دونو         | مسکوسن پترزبورگکالینینگرادنیژنی نووگورودکازانساماراولگوگرادسارانسکسوچیروستوف-نا-دونویکاترینبورگ · | مسکوسن پترزبورگکالینینگرادنیژنی نووگورودکازانساماراولگوگرادسارانسکسوچیروستوف-نا-دونویکاترینبورگ · | ولگوگراد              |
| ورزشگاه روستوف آرنا    | مسکوسن پترزبورگکالینینگرادنیژنی نووگورودکازانساماراولگوگرادسارانسکسوچیروستوف-نا-دونویکاترینبورگ · | مسکوسن پترزبورگکالینینگرادنیژنی نووگورودکازانساماراولگوگرادسارانسکسوچیروستوف-نا-دونویکاترینبورگ · | ورزشگاه ولگوگراد آرنا |
| ظرفیت: ۴۵٬۰۰۰          | مسکوسن پترزبورگکالینینگرادنیژنی نووگورودکازانساماراولگوگرادسارانسکسوچیروستوف-نا-دونویکاترینبورگ · | مسکوسن پترزبورگکالینینگرادنیژنی نووگورودکازانساماراولگوگرادسارانسکسوچیروستوف-نا-دونویکاترینبورگ · | ظرفیت: ۴۵٬۵۶۸         |
|                        | مسکوسن پترزبورگکالینینگرادنیژنی نووگورودکازانساماراولگوگرادسارانسکسوچیروستوف-نا-دونویکاترینبورگ · | مسکوسن پترزبورگکالینینگرادنیژنی نووگورودکازانساماراولگوگرادسارانسکسوچیروستوف-نا-دونویکاترینبورگ · |                       |
| نیژنی نووگورود         | سارانسک                                                                                           | یکاترینبورگ                                                                                       | کالینینگراد           |
| ورزشگاه نیژنی نووگورود | ورزشگاه موردوویا آرنا                                                                             | ورزشگاه مرکزی                                                                                     | ورزشگاه کالینینگراد   |
| ظرفیت: ۴۴٬۸۹۹          | ظرفیت: ۴۴٬۴۴۲                                                                                     | ظرفیت: ۳۵٬۶۹۶                                                                                     | ظرفیت: ۳۵٬۲۱۲         |
|                        |                                                                                                   |                                                                                                   |                       |

## مرحلهٔ گروهی
دو تیم برتر از هر گروه به دور یک‌هشتم صعود می‌کنند. مسابقات در یک دور برگزار می‌شود.

### رتبه‌بندی
رتبه‌بندی تیم‌ها در هر گروه به صورت زیر تعیین می‌شود: (ماده ۳۲ بند ۵ آیین‌نامه مسابقات جام جهانی ۲۰۱۸)
1. امتیازات به دست آمده در تمام مسابقات گروهی؛
2. تفاضل گل در تمام مسابقات گروهی؛
3. تعداد گل زده در تمام مسابقات گروهی؛

اگر دو یا چند تیم بر اساس سه معیار فوق یکسان باشند، رتبه‌بندی آن‌ها به صورت زیر تعیین می‌شود:
1. امتیازات گرفته شده از یکدیگر (بازی رو در رو)؛
2. تفاضل گل با بازی رو در رو؛
3. گل‌های زده در بازی مقابل؛
4. امتیازات بازی جوانمردانه:
  - کارت زرد: ۱ امتیاز منفی؛
  - کارت قرمز غیرمستقیم (کارت زرد دوم): ۳ امتیاز منفی؛
  - کارت قرمز مستقیم: ۴ امتیاز منفی؛
  - کارت زرد و کارت قرمز مستقیم: ۵ امتیاز منفی؛

1. قرعه کشی توسط کمیته برگزاری فیفا.

### گروه A
| تیم           | بازی | برد | مساوی | باخت | گل‌زده | گل‌خورده | تفاضل‌گل | امتیاز | صلاحیت             |
| ------------- | ---- | --- | ----- | ---- | ----- | ------- | ------- | ------ | ------------------ |
| اروگوئه       | ۳    | ۳   | ۰     | ۰    | ۵     | ۰       | ۵+      | ۹      | صعود به مرحله حذفی |
| روسیه         | ۳    | ۲   | ۰     | ۱    | ۸     | ۴       | ۴+      | ۶      | صعود به مرحله حذفی |
| عربستان سعودی | ۳    | ۱   | ۰     | ۲    | ۲     | ۷       | ۵–      | ۳      |                    |
| مصر           | ۳    | ۰   | ۰     | ۳    | ۲     | ۶       | ۴–      | ۰      |                    |

| روسیه                                                       | ۵–۰   | عربستان سعودی |
| ----------------------------------------------------------- | ----- | ------------- |
| گازینسکی ۱۲' · چریشف ۴۳'، ۹۰+۱' · دزوبا ۷۱' · گولووین ۹۰+۴' | گزارش |               |

| مصر | ۰–۱   | اروگوئه   |
| --- | ----- | --------- |
|     | گزارش | خیمنز ۸۹' |

| روسیه                                         | ۳–۱   | مصر                    |
| --------------------------------------------- | ----- | ---------------------- |
| فتحی ۴۷'، گل به خودی' · چریشف ۵۹' · دزوبا ۶۲' | گزارش | محمد صلاح ۷۳' (پنالتی) |

| اروگوئه         | ۱–۰   | عربستان سعودی |
| --------------- | ----- | ------------- |
| لوییس سوارز ۲۳' | گزارش |               |

| اروگوئه                                                            | ۳–۰   | روسیه |
| ------------------------------------------------------------------ | ----- | ----- |
| لوییس سوارز ۱۰' · دنیس چریشف ۲۳'، گل به خودی' · ادینسون کاوانی ۹۰' | گزارش |       |

| عربستان سعودی                     | ۲–۱   | مصر           |
| --------------------------------- | ----- | ------------- |
| سلمان ۶+۴۵' (پنالتی) · سالم ۵+۹۰' | گزارش | محمد صلاح ۲۲' |

### گروه B
| تیم     | بازی | برد | مساوی | باخت | گل‌زده | گل‌خورده | تفاضل‌گل | امتیاز | صلاحیت             |
| ------- | ---- | --- | ----- | ---- | ----- | ------- | ------- | ------ | ------------------ |
| اسپانیا | ۳    | ۱   | ۲     | ۰    | ۶     | ۵       | ۱+      | ۵      | صعود به مرحله حذفی |
| پرتغال  | ۳    | ۱   | ۲     | ۰    | ۵     | ۴       | ۱+      | ۵      | صعود به مرحله حذفی |
| ایران   | ۳    | ۱   | ۱     | ۱    | ۲     | ۲       | ۰       | ۴      |                    |
| مراکش   | ۳    | ۰   | ۱     | ۲    | ۲     | ۴       | ۲–      | ۱      |                    |

| مراکش | ۰–۱   | ایران                   |
| ----- | ----- | ----------------------- |
|       | گزارش | بوحدوز ۵+۹۰' (گل‌به‌خودی) |

| پرتغال                        | ۳–۳   | اسپانیا                   |
| ----------------------------- | ----- | ------------------------- |
| رونالدو ۴' (پنالتی)، ۴۴'، ۸۸' | گزارش | کوستا ۲۴'، ۵۵' · ناچو ۵۸' |

| پرتغال     | ۱–۰   | مراکش |
| ---------- | ----- | ----- |
| رونالدو ۴' | گزارش |       |

| ایران | ۰–۱   | اسپانیا   |
| ----- | ----- | --------- |
|       | گزارش | کوستا ۵۴' |

| ایران                    | ۱–۱   | پرتغال      |
| ------------------------ | ----- | ----------- |
| انصاری‌فرد ۳+۹۰' (پنالتی) | گزارش | کوارشما ۴۵' |

| اسپانیا                 | ۲–۲   | مراکش                 |
| ----------------------- | ----- | --------------------- |
| ایسکو ۱۹' · آسپاس ۱+۹۰' | گزارش | بوطیب ۱۴' · نصیری ۸۱' |

### گروه C
| تیم      | بازی | برد | مساوی | باخت | گل‌زده | گل‌خورده | تفاضل‌گل | امتیاز | صلاحیت             |
| -------- | ---- | --- | ----- | ---- | ----- | ------- | ------- | ------ | ------------------ |
| فرانسه   | ۳    | ۲   | ۱     | ۰    | ۳     | ۱       | ۲+      | ۷      | صعود به مرحله حذفی |
| دانمارک  | ۳    | ۱   | ۲     | ۰    | ۲     | ۱       | ۱+      | ۵      | صعود به مرحله حذفی |
| پرو      | ۳    | ۱   | ۰     | ۲    | ۲     | ۲       | ۰       | ۳      |                    |
| استرالیا | ۳    | ۰   | ۱     | ۲    | ۲     | ۵       | ۳–      | ۱      |                    |

| فرانسه                                    | ۲–۱   | استرالیا   |
| ----------------------------------------- | ----- | ---------- |
| گریزمن ۵۸' (پنالتی) · بهیچ ۸۰' (گل‌به‌خودی) | گزارش | یدیناک ۶۲' |

| پرو | ۰–۱   | دانمارک   |
| --- | ----- | --------- |
|     | گزارش | پولسن ۵۹' |

| دانمارک   | ۱–۱   | استرالیا            |
| --------- | ----- | ------------------- |
| اریکسن ۷' | گزارش | یدیناک ۳۸' (پنالتی) |

| فرانسه     | ۱–۰   | پرو |
| ---------- | ----- | --- |
| ام‌باپه ۳۴' | گزارش |     |

| دانمارک | ۰–۰   | فرانسه |
| ------- | ----- | ------ |
|         | گزارش |        |

| استرالیا | ۰–۲   | پرو                  |
| -------- | ----- | -------------------- |
|          | گزارش | کاریو ۱۸' · گررو ۵۰' |

### گروه D
| تیم      | بازی | برد | مساوی | باخت | گل‌زده | گل‌خورده | تفاضل‌گل | امتیاز | صلاحیت             |
| -------- | ---- | --- | ----- | ---- | ----- | ------- | ------- | ------ | ------------------ |
| کرواسی   | ۳    | ۳   | ۰     | ۰    | ۷     | ۱       | ۶+      | ۹      | صعود به مرحله حذفی |
| آرژانتین | ۳    | ۱   | ۱     | ۱    | ۳     | ۵       | ۲–      | ۴      | صعود به مرحله حذفی |
| نیجریه   | ۳    | ۱   | ۰     | ۲    | ۳     | ۴       | ۱–      | ۳      |                    |
| ایسلند   | ۳    | ۰   | ۱     | ۲    | ۲     | ۵       | ۳–      | ۱      |                    |

| آرژانتین   | ۱–۱   | ایسلند        |
| ---------- | ----- | ------------- |
| آگوئرو ۱۹' | گزارش | فینبوکسون ۲۳' |

| کرواسی                                    | ۲–۰   | نیجریه |
| ----------------------------------------- | ----- | ------ |
| اتبو ۳۲' (گل‌به‌خودی) · مودریچ ۷۱' (پنالتی) | گزارش |        |

| آرژانتین | ۰–۳   | کرواسی                                |
| -------- | ----- | ------------------------------------- |
|          | گزارش | ربیچ ۵۳' · مودریچ ۸۰' · راکیتیچ ۹۰+۱' |

| نیجریه        | ۲–۰   | ایسلند |
| ------------- | ----- | ------ |
| موسی ۴۹'، ۷۵' | گزارش |        |

| نیجریه            | ۱–۲   | آرژانتین           |
| ----------------- | ----- | ------------------ |
| موزس ۵۱' (پنالتی) | گزارش | مسی ۱۴' · روخو ۸۶' |

| ایسلند               | ۱–۲   | کرواسی                 |
| -------------------- | ----- | ---------------------- |
| سیگرسون ۷۶' (پنالتی) | گزارش | بادلی ۵۳' · پریشیچ ۹۰' |

### گروه E
| تیم       | بازی | برد | مساوی | باخت | گل‌زده | گل‌خورده | تفاضل‌گل | امتیاز | صلاحیت             |
| --------- | ---- | --- | ----- | ---- | ----- | ------- | ------- | ------ | ------------------ |
| برزیل     | ۳    | ۲   | ۱     | ۰    | ۵     | ۱       | ۴+      | ۷      | صعود به مرحله حذفی |
| سوئیس     | ۳    | ۱   | ۲     | ۰    | ۵     | ۴       | ۱+      | ۵      | صعود به مرحله حذفی |
| صربستان   | ۳    | ۱   | ۰     | ۲    | ۲     | ۴       | ۲–      | ۳      |                    |
| کاستاریکا | ۳    | ۰   | ۱     | ۲    | ۲     | ۵       | ۳–      | ۱      |                    |

| کاستاریکا | ۰–۱   | صربستان    |
| --------- | ----- | ---------- |
|           | گزارش | کلاروف ۵۶' |

| برزیل       | ۱–۱   | سوئیس    |
| ----------- | ----- | -------- |
| کوتینیو ۲۰' | گزارش | زوبر ۵۰' |

| برزیل                       | ۲–۰   | کاستاریکا |
| --------------------------- | ----- | --------- |
| کوتینیو ۹۰+۱' · نیمار ۹۰+۷' | گزارش |           |

| صربستان     | ۱–۲   | سوئیس                |
| ----------- | ----- | -------------------- |
| میتروویچ ۵' | گزارش | ژاکا ۵۲' · شکیری ۹۰' |

| صربستان | ۰–۲   | برزیل                           |
| ------- | ----- | ------------------------------- |
|         | گزارش | پائولینیو ۳۶' · تیاگو سیلوا ۶۸' |

| سوئیس                  | ۲–۲   | کاستاریکا                            |
| ---------------------- | ----- | ------------------------------------ |
| ژمایلی ۳۱' · درمیچ ۸۸' | گزارش | واستون ۵۶' · سومر ۳+۹۰'، گل به خودی' |

### گروه F
| تیم       | بازی | برد | مساوی | باخت | گل‌زده | گل‌خورده | تفاضل‌گل | امتیاز | صلاحیت             |
| --------- | ---- | --- | ----- | ---- | ----- | ------- | ------- | ------ | ------------------ |
| سوئد      | ۳    | ۲   | ۰     | ۱    | ۵     | ۲       | ۳+      | ۶      | صعود به مرحله حذفی |
| مکزیک     | ۳    | ۲   | ۰     | ۱    | ۳     | ۴       | ۱–      | ۶      | صعود به مرحله حذفی |
| کرهٔ جنوبی | ۳    | ۱   | ۰     | ۲    | ۳     | ۳       | ۰       | ۳      |                    |
| آلمان     | ۳    | ۱   | ۰     | ۲    | ۲     | ۴       | ۲–      | ۳      |                    |

| آلمان | ۰–۱   | مکزیک      |
| ----- | ----- | ---------- |
|       | گزارش | لوزانو ۳۵' |

| سوئد                   | ۱–۰   | کرهٔ جنوبی |
| ---------------------- | ----- | --------- |
| گرانکویست ۶۵' (پنالتی) | گزارش |           |

| کرهٔ جنوبی           | ۱–۲   | مکزیک                          |
| ------------------- | ----- | ------------------------------ |
| سون هیونگ-مین ۳+۹۰' | گزارش | ولا ۲۶' (پنالتی) · ارناندس ۶۶' |

| آلمان                 | ۲–۱   | سوئد        |
| --------------------- | ----- | ----------- |
| رویس ۴۸' · کروس ۵+۹۰' | گزارش | تویوونن ۳۲' |

| کرهٔ جنوبی                                 | ۲–۰   | آلمان |
| ----------------------------------------- | ----- | ----- |
| کیم یونگ-گوون ۳+۹۰' · سون هیونگ-مین ۶+۹۰' | گزارش |       |

| مکزیک | ۰–۳   | سوئد                                                            |
| ----- | ----- | --------------------------------------------------------------- |
|       | گزارش | آگوستینسون ۵۰' · گرانکویست ۶۲' (پنالتی) · آلوارز ۷۴' (گل‌به‌خودی) |

### گروه G
| تیم      | بازی | برد | مساوی | باخت | گل‌زده | گل‌خورده | تفاضل‌گل | امتیاز | صلاحیت             |
| -------- | ---- | --- | ----- | ---- | ----- | ------- | ------- | ------ | ------------------ |
| بلژیک    | ۳    | ۳   | ۰     | ۰    | ۹     | ۲       | ۷+      | ۹      | صعود به مرحله حذفی |
| انگلستان | ۳    | ۲   | ۰     | ۱    | ۸     | ۳       | ۵+      | ۶      | صعود به مرحله حذفی |
| تونس     | ۳    | ۱   | ۰     | ۲    | ۵     | ۸       | ۳–      | ۳      |                    |
| پاناما   | ۳    | ۰   | ۰     | ۳    | ۲     | ۱۱      | ۹–      | ۰      |                    |

| بلژیک                       | ۳–۰   | پاناما |
| --------------------------- | ----- | ------ |
| مرتنز ۴۷' · لوکاکو ۶۹'، ۷۵' | گزارش |        |

| تونس              | ۱–۲   | انگلستان       |
| ----------------- | ----- | -------------- |
| ساسی ۳۵' (پنالتی) | گزارش | کین ۱۱'، ۱+۹۰' |

| بلژیک                                                    | ۵–۲   | تونس                  |
| -------------------------------------------------------- | ----- | --------------------- |
| آزار ۶'، پنالتی'، ۵۱' · لوکاکو ۱۶'، ۳+۴۵' · باتشوایی ۹۰' | گزارش | برون ۱۸' · خزری ۳+۹۰' |

| انگلستان                                                             | ۶–۱   | پاناما    |
| -------------------------------------------------------------------- | ----- | --------- |
| استونز ۸'، ۴۰' · کین ۲۲' (پنالتی)، ۴۵+۱' (پنالتی)، ۶۲' · لینگارد ۳۶' | گزارش | بالوی ۷۸' |

| انگلستان | ۰–۱   | بلژیک       |
| -------- | ----- | ----------- |
|          | گزارش | یانوزای ۵۱' |

| پاناما                 | ۱–۲   | تونس                      |
| ---------------------- | ----- | ------------------------- |
| مریاح ۳۳'، گل به خودی' | گزارش | ف. بن یوسف ۵۱' · خزری ۶۶' |

### گروه H
| تیم    | بازی | برد | مساوی | باخت | گل‌زده | گل‌خورده | تفاضل‌گل | امتیاز | صلاحیت             |
| ------ | ---- | --- | ----- | ---- | ----- | ------- | ------- | ------ | ------------------ |
| کلمبیا | ۳    | ۲   | ۰     | ۱    | ۵     | ۲       | ۳+      | ۶      | صعود به مرحله حذفی |
| ژاپن   | ۳    | ۱   | ۱     | ۱    | ۴     | ۴       | ۰       | ۴      | صعود به مرحله حذفی |
| سنگال  | ۳    | ۱   | ۱     | ۱    | ۴     | ۴       | ۰       | ۴      |                    |
| لهستان | ۳    | ۱   | ۰     | ۲    | ۲     | ۵       | ۳–      | ۳      |                    |

| کلمبیا     | ۱–۲   | ژاپن                            |
| ---------- | ----- | ------------------------------- |
| کینترو ۳۹' | گزارش | کاگاوا ۶'، پنالتی' · اوزاکا ۷۳' |

| لهستان        | ۱–۲   | سنگال                              |
| ------------- | ----- | ---------------------------------- |
| کریهوویاک ۸۶' | گزارش | چیونک ۳۷'، گل به خودی' · نیانگ ۶۰' |

| ژاپن                  | ۲–۲   | سنگال               |
| --------------------- | ----- | ------------------- |
| اینوی ۳۴' · هوندا ۷۸' | گزارش | مانه ۱۱' · واگه ۷۱' |

| لهستان | ۰–۳   | کلمبیا                                |
| ------ | ----- | ------------------------------------- |
|        | گزارش | مینا ۴۰' · فالکائو ۷۰' · کوادرادو ۷۵' |

| ژاپن | ۰–۱   | لهستان     |
| ---- | ----- | ---------- |
|      | گزارش | بدنارک ۵۹' |

| سنگال | ۰–۱   | کلمبیا   |
| ----- | ----- | -------- |
|       | گزارش | مینا ۷۴' |

## مرحلهٔ حذفی

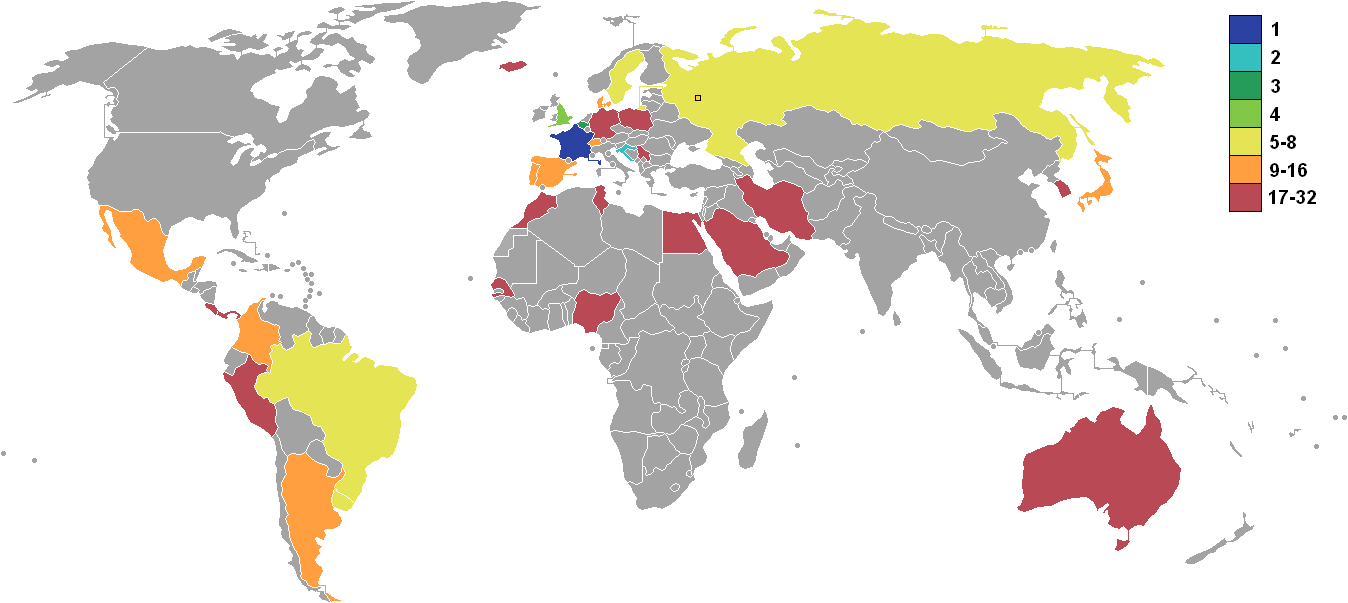
جام جهانی فوتبال ۲۰۱۸ در نقشه

مرحلهٔ حذفی جام جهانی فوتبال ۲۰۱۸ مرحله دوم و نهایی مسابقات جام جهانی فوتبال ۲۰۱۸ است که بعد از مرحلهٔ گروهی و راهیابی ۱۶ تیم به مرحله یک‌هشتم نهایی ادامه می‌یابد.
در این مرحله اگر بازی‌ها در ۹۰ دقیقه معمول مساوی شد بازی به وقت اضافه کشیده می‌شود که در دو نیمه ۱۵ دقیقه‌ای بازی برگزار می‌شود و اگر در وقت اضافه هم نتیجه مساوی شد برنده در ضربات پنالتی مشخص می‌شود.
|  | یک‌هشتم نهایی               | یک‌هشتم نهایی     |                           |       | یک‌چهارم نهایی | یک‌چهارم نهایی |                        |                        | نیمه نهایی | نیمه نهایی |  |  | فینال | فینال |
|  |                            |                  |                           |       |               |               |                        |                        |            |            |  |  |       |       |
|  | ۳۰ ژوئن – سوچی             |                  |                           |       |               |               |                        |                        |            |            |  |  |       |       |
|  |                            |                  |                           |       |               |               |                        |                        |            |            |  |  |       |       |
|  | اروگوئه                    | ۲                |                           |       |               |               |                        |                        |            |            |  |  |       |       |
|  | اروگوئه                    | ۲                | ۶ ژوئیه – نیژنی نووگورود  |       |               |               |                        |                        |            |            |  |  |       |       |
|  | پرتغال                     | ۱                |                           |       |               |               |                        |                        |            |            |  |  |       |       |
|  | پرتغال                     | ۱                | اروگوئه                   | ۰     |               |               |                        |                        |            |            |  |  |       |       |
|  | ۳۰ ژوئن – کازان            |                  | اروگوئه                   | ۰     |               |               |                        |                        |            |            |  |  |       |       |
|  |                            | فرانسه           | ۲                         |       |               |               |                        |                        |            |            |  |  |       |       |
|  | فرانسه                     | فرانسه           | ۲                         | ۴     |               |               |                        |                        |            |            |  |  |       |       |
|  | فرانسه                     |                  | ۱۰ ژوئیه – سن پترزبورگ    | ۴     |               |               |                        |                        |            |            |  |  |       |       |
|  | آرژانتین                   | ۳                |                           |       |               |               |                        |                        |            |            |  |  |       |       |
|  | آرژانتین                   | ۳                | فرانسه                    | ۱     |               |               |                        |                        |            |            |  |  |       |       |
|  | ۲ ژوئیه – سامارا           |                  | فرانسه                    | ۱     |               |               |                        |                        |            |            |  |  |       |       |
|  |                            | بلژیک            | ۰                         |       |               |               |                        |                        |            |            |  |  |       |       |
|  | برزیل                      | بلژیک            | ۰                         | ۲     |               |               |                        |                        |            |            |  |  |       |       |
|  | برزیل                      | ۶ ژوئیه – کازان  |                           | ۲     |               |               |                        |                        |            |            |  |  |       |       |
|  | مکزیک                      | ۰                |                           |       |               |               |                        |                        |            |            |  |  |       |       |
|  | مکزیک                      | ۰                | برزیل                     | ۱     |               |               |                        |                        |            |            |  |  |       |       |
|  | ۲ ژوئیه – روستوف-نا-دونو   |                  | برزیل                     | ۱     |               |               |                        |                        |            |            |  |  |       |       |
|  |                            | بلژیک            | ۲                         |       |               |               |                        |                        |            |            |  |  |       |       |
|  | بلژیک                      | بلژیک            | ۲                         | ۳     |               |               |                        |                        |            |            |  |  |       |       |
|  | بلژیک                      |                  | ۱۵ ژوئیه – مسکو (لوژنیکی) | ۳     |               |               |                        |                        |            |            |  |  |       |       |
|  | ژاپن                       | ۲                |                           |       |               |               |                        |                        |            |            |  |  |       |       |
|  | ژاپن                       | ۲                | فرانسه                    | ۴     |               |               |                        |                        |            |            |  |  |       |       |
|  | ۱ ژوئیه – مسکو (لوژنیکی)   |                  | فرانسه                    | ۴     |               |               |                        |                        |            |            |  |  |       |       |
|  |                            | کرواسی           | ۲                         |       |               |               |                        |                        |            |            |  |  |       |       |
|  | اسپانیا                    | کرواسی           | ۲                         | ۱ (۳) |               |               |                        |                        |            |            |  |  |       |       |
|  | اسپانیا                    | ۷ ژوئیه – سوچی   |                           | ۱ (۳) |               |               |                        |                        |            |            |  |  |       |       |
|  | روسیه (پ)                  | ۱ (۴)            |                           |       |               |               |                        |                        |            |            |  |  |       |       |
|  | روسیه (پ)                  | ۱ (۴)            | روسیه                     | ۲ (۳) |               |               |                        |                        |            |            |  |  |       |       |
|  | ۱ ژوئیه – نیژنی نووگورود   |                  | روسیه                     | ۲ (۳) |               |               |                        |                        |            |            |  |  |       |       |
|  |                            | کرواسی (پ)       | ۲ (۴)                     |       |               |               |                        |                        |            |            |  |  |       |       |
|  | کرواسی (پ)                 | کرواسی (پ)       | ۲ (۴)                     | ۱ (۳) |               |               |                        |                        |            |            |  |  |       |       |
|  | کرواسی (پ)                 |                  | ۱۱ ژوئیه – مسکو (لوژنیکی) | ۱ (۳) |               |               |                        |                        |            |            |  |  |       |       |
|  | دانمارک                    | ۱ (۲)            |                           |       |               |               |                        |                        |            |            |  |  |       |       |
|  | دانمارک                    | ۱ (۲)            | کرواسی (و.ا.)             | ۲     |               |               |                        |                        |            |            |  |  |       |       |
|  | ۳ ژوئیه – سن پترزبورگ      |                  | کرواسی (و.ا.)             | ۲     |               |               |                        |                        |            |            |  |  |       |       |
|  |                            | انگلستان         | ۱                         |       | رده‌بندی       | رده‌بندی       |                        |                        |            |            |  |  |       |       |
|  | سوئد                       | انگلستان         | ۱                         | ۱     | رده‌بندی       | رده‌بندی       |                        |                        |            |            |  |  |       |       |
|  | سوئد                       | ۷ ژوئیه – سامارا | ۷ ژوئیه – سامارا          | ۱     |               |               | ۱۴ ژوئیه – سن پترزبورگ | ۱۴ ژوئیه – سن پترزبورگ |            |            |  |  |       |       |
|  | سوئیس                      | ۷ ژوئیه – سامارا | ۷ ژوئیه – سامارا          | ۰     |               |               | ۱۴ ژوئیه – سن پترزبورگ | ۱۴ ژوئیه – سن پترزبورگ |            |            |  |  |       |       |
|  | سوئیس                      | سوئد             | ۰                         | ۰     | بلژیک         | ۲             |                        |                        |            |            |  |  |       |       |
|  | ۳ ژوئیه – مسکو (اوتکریتیه) | سوئد             | ۰                         |       | بلژیک         | ۲             |                        |                        |            |            |  |  |       |       |
|  |                            | انگلستان         | ۲                         |       | انگلستان      | ۰             |                        |                        |            |            |  |  |       |       |
|  | کلمبیا                     | انگلستان         | ۲                         | ۱ (۳) | انگلستان      | ۰             |                        |                        |            |            |  |  |       |       |
|  | کلمبیا                     |                  |                           | ۱ (۳) |               |               |                        |                        |            |            |  |  |       |       |
|  | انگلستان (پ)               | ۱ (۴)            |                           |       |               |               |                        |                        |            |            |  |  |       |       |
|  | انگلستان (پ)               | ۱ (۴)            |                           |       |               |               |                        |                        |            |            |  |  |       |       |

### مرحلهٔ یک‌هشتم نهایی
| فرانسه                                            | ۴–۳   | آرژانتین                                 |
| ------------------------------------------------- | ----- | ---------------------------------------- |
| گریزمن ۱۳'، پنالتی' · پاوار ۵۷' · ام‌باپه ۶۴'، ۶۸' | گزارش | دی ماریا ۴۱' · مرکادو ۴۸' · آگوئرو ۹۰+۳' |

| اروگوئه        | ۲–۱   | پرتغال  |
| -------------- | ----- | ------- |
| کاوانی ۷'، ۶۲' | گزارش | پپه ۵۵' |

| اسپانیا                       | ۱–۱ (و.ا.) | روسیه                           |
| ----------------------------- | ---------- | ------------------------------- |
| ایگناشویچ ۱۲' (گل‌به‌خودی)      | گزارش      | دزوبا ۴۱' (پنالتی)              |
| ضربات پنالتی                  |            |                                 |
| اینیستا پیکه کوکه راموس آسپاس | ۳–۴        | اسمولوف ایگناشویچ گولووین چریشف |

| کرواسی                                | ۱–۱ (و.ا.) | دانمارک                           |
| ------------------------------------- | ---------- | --------------------------------- |
| مانجوکیچ ۴'                           | گزارش      | یورگنسن ۱'                        |
| ضربات پنالتی                          |            |                                   |
| بادلی کراماریچ مودریچ پیواریچ راکیتیچ | ۳–۲        | اریکسن کیایر کرون-دلی شونه یانرسن |

| برزیل                   | ۲–۰   | مکزیک |
| ----------------------- | ----- | ----- |
| نیمار ۵۱' · فیرمینو ۸۸' | گزارش |       |

| بلژیک                                 | ۳–۲   | ژاپن                     |
| ------------------------------------- | ----- | ------------------------ |
| فرتونگن ۶۹' · فلینی ۷۴' · شادلی ۴+۹۰' | گزارش | هاراگوچی ۴۸' · اینوی ۵۲' |

| سوئد       | ۱–۰   | سوئیس |
| ---------- | ----- | ----- |
| فوشبری ۶۶' | گزارش |       |

| کلمبیا                             | ۱–۱ (و.ا.) | انگلستان                       |
| ---------------------------------- | ---------- | ------------------------------ |
| مینا ۳+۹۰'                         | گزارش      | کین ۵۷' (پنالتی)               |
| ضربات پنالتی                       |            |                                |
| فالکائو کوادرادو موریل اوریبه باکا | ۳–۴        | کین رشفورد هندرسون تریپیر دایر |

### مرحلهٔ یک چهارم نهایی
| اروگوئه | ۰–۲   | فرانسه                            |
| ------- | ----- | --------------------------------- |
|         | گزارش | واران ۴۰' · موسلرا ۶۱' (گل‌به‌خودی) |

| برزیل      | ۱–۲   | بلژیک                                     |
| ---------- | ----- | ----------------------------------------- |
| آگوستو ۷۶' | گزارش | فرناندینیو ۱۳' (گل‌به‌خودی) · دی بروینه ۳۱' |

| سوئد | ۰–۲   | انگلستان             |
| ---- | ----- | -------------------- |
|      | گزارش | مگوایر ۳۰' · الی ۵۹' |

| روسیه                                    | ۲–۲ (و.ا.) | کرواسی                             |
| ---------------------------------------- | ---------- | ---------------------------------- |
| چریشف ۳۱' · فرناندس ۱۱۵'                 | گزارش      | کراماریچ ۳۹' · ویدا ۱۰۱'           |
| ضربات پنالتی                             |            |                                    |
| اسمولوف دزاگوئف فرناندس ایگناشویچ کوزائف | ۳–۴        | بروزویچ کواچیچ مودریچ ویدا راکیتیچ |

### نیمه‌نهایی
| فرانسه      | ۱–۰   | بلژیک |
| ----------- | ----- | ----- |
| اومتیتی ۵۱' | گزارش |       |

| کرواسی                     | ۲–۱ (و.ا.) | انگلستان  |
| -------------------------- | ---------- | --------- |
| پریشیچ ۶۸' · مانجوکیچ ۱۰۹' | گزارش      | تریپیر ۵' |

### مسابقهٔ رده‌بندی
| بلژیک               | ۲–۰   | انگلستان |
| ------------------- | ----- | -------- |
| مونیه ۴' · آزار ۸۲' | گزارش |          |

### فینال
| فرانسه                                                                 | ۴–۲   | کرواسی                    |
| ---------------------------------------------------------------------- | ----- | ------------------------- |
| مانجوکیچ ۱۸' (گل‌به‌خودی) · گریزمن ۳۸' (پنالتی) · پوگبا ۵۹' · ام‌باپه ۶۵' | گزارش | پریشیچ ۲۸' · مانجوکیچ ۶۹' |

## رده‌بندی نهایی
| رتبه                           | تیم           | گ | بازی | ب | م | ب | گ‌ز | گ‌خ | ت‌گ  | امتیاز | میانگین امتیاز |
| ------------------------------ | ------------- | - | ---- | - | - | - | -- | -- | --- | ------ | -------------- |
| ۱                              | فرانسه        | C | ۷    | ۶ | ۱ | ۰ | ۱۴ | ۶  | ۸+  | ۱۹     | ۲٫۷            |
| ۲                              | کرواسی        | D | ۷    | ۳ | ۳ | ۱ | ۱۲ | ۸  | ۴+  | ۱۲     | ۱٫۷            |
| ۳                              | بلژیک         | G | ۷    | ۶ | ۰ | ۱ | ۱۶ | ۶  | ۱۰+ | ۱۸     | ۲٫۶            |
| ۴                              | انگلستان      | G | ۷    | ۳ | ۲ | ۲ | ۱۲ | ۷  | ۵+  | ۱۱     | ۱٫۶            |
| حذف شده در مرحله یک‌چهارم نهایی |               |   |      |   |   |   |    |    |     |        |                |
| ۵                              | اروگوئه       | A | ۵    | ۴ | ۰ | ۱ | ۷  | ۳  | ۴+  | ۱۲     | ۲٫۴            |
| ۶                              | برزیل         | E | ۵    | ۳ | ۱ | ۱ | ۸  | ۳  | ۵+  | ۱۰     | ۲              |
| ۷                              | سوئد          | F | ۵    | ۳ | ۰ | ۲ | ۶  | ۴  | ۲+  | ۹      | ۱٫۸            |
| ۸                              | روسیه         | A | ۵    | ۲ | ۲ | ۱ | ۱۰ | ۶  | ۴+  | ۸      | ۱٫۶            |
| حذف شده در مرحله یک‌هشتم نهایی  |               |   |      |   |   |   |    |    |     |        |                |
| ۹                              | کلمبیا        | H | ۴    | ۲ | ۱ | ۱ | ۶  | ۳  | ۳+  | ۷      | ۱٫۸            |
| ۱۰                             | اسپانیا       | B | ۴    | ۱ | ۳ | ۰ | ۷  | ۶  | ۱+  | ۶      | ۱٫۵            |
| ۱۱                             | دانمارک       | C | ۴    | ۱ | ۳ | ۰ | ۳  | ۲  | ۱+  | ۶      | ۱٫۵            |
| ۱۲                             | مکزیک         | F | ۴    | ۲ | ۰ | ۲ | ۳  | ۶  | ۳−  | ۶      | ۱٫۵            |
| ۱۳                             | پرتغال        | B | ۴    | ۱ | ۲ | ۱ | ۶  | ۶  | ۰   | ۵      | ۱٫۳            |
| ۱۴                             | سوئیس         | E | ۴    | ۱ | ۲ | ۱ | ۵  | ۵  | ۰   | ۵      | ۱٫۳            |
| ۱۵                             | ژاپن          | H | ۴    | ۱ | ۱ | ۲ | ۶  | ۷  | ۱−  | ۴      | ۱              |
| ۱۶                             | آرژانتین      | D | ۴    | ۱ | ۱ | ۲ | ۶  | ۹  | ۳−  | ۴      | ۱              |
| حذف شده در مرحله گروهی         |               |   |      |   |   |   |    |    |     |        |                |
| ۱۷                             | سنگال         | H | ۳    | ۱ | ۱ | ۱ | ۴  | ۴  | ۰   | ۴      | ۱٫۳            |
| ۱۸                             | ایران         | B | ۳    | ۱ | ۱ | ۱ | ۲  | ۲  | ۰   | ۴      | ۱٫۳            |
| ۱۹                             | کرهٔ جنوبی     | F | ۳    | ۱ | ۰ | ۲ | ۳  | ۳  | ۰   | ۳      | ۱              |
| ۲۰                             | پرو           | C | ۳    | ۱ | ۰ | ۲ | ۲  | ۲  | ۰   | ۳      | ۱              |
| ۲۱                             | نیجریه        | D | ۳    | ۱ | ۰ | ۲ | ۳  | ۴  | ۱−  | ۳      | ۱              |
| ۲۲                             | آلمان         | F | ۳    | ۱ | ۰ | ۲ | ۲  | ۴  | ۲−  | ۳      | ۱              |
| ۲۲                             | صربستان       | E | ۳    | ۱ | ۰ | ۲ | ۲  | ۴  | ۲−  | ۳      | ۱              |
| ۲۴                             | تونس          | G | ۳    | ۱ | ۰ | ۲ | ۵  | ۸  | ۳−  | ۳      | ۱              |
| ۲۵                             | لهستان        | H | ۳    | ۱ | ۰ | ۲ | ۲  | ۵  | ۳−  | ۳      | ۱              |
| ۲۶                             | عربستان سعودی | A | ۳    | ۱ | ۰ | ۲ | ۲  | ۷  | ۵−  | ۳      | ۱              |
| ۲۷                             | مراکش         | B | ۳    | ۰ | ۱ | ۲ | ۲  | ۴  | ۲−  | ۱      | ۰٫۳            |
| ۲۸                             | استرالیا      | C | ۳    | ۰ | ۱ | ۲ | ۲  | ۵  | ۳−  | ۱      | ۰٫۳            |
| ۲۸                             | کاستاریکا     | E | ۳    | ۰ | ۱ | ۲ | ۲  | ۵  | ۳−  | ۱      | ۰٫۳            |
| ۲۸                             | ایسلند        | D | ۳    | ۰ | ۱ | ۲ | ۲  | ۵  | ۳−  | ۱      | ۰٫۳            |
| ۳۱                             | مصر           | A | ۳    | ۰ | ۰ | ۳ | ۲  | ۶  | ۴−  | ۰      | ۰              |
| ۳۲                             | پاناما        | G | ۳    | ۰ | ۰ | ۳ | ۲  | ۱۱ | ۹−  | ۰      | ۰              |

| جام جهانی ۲۰۱۸         |
| ---------------------- |
| · فرانسه · دومین عنوان |

### جوایز
جوایز زیر در پایان تورنمنت و مسابقه فینال به بهترین‌های این جام داده شد که شامل کفش طلا، توپ طلا و دستکش طلا بود. اسپانسر تمامی این جوایز آدیداس می‌باشد.
| توپ طلا                    | توپ نقره       | توپ برنز       |
| -------------------------- | -------------- | -------------- |
| لوکا مودریچ                | ادن آزار       | آنتوان گریزمن  |
| کفش طلا                    | کفش نقره       | کفش برنز       |
| هری کین                    | آنتوان گریزمن  | روملو لوکاکو   |
| ۶ گل، ۰ پاس گل             | ۴ گل، ۲ پاس گل | ۴ گل، ۱ پاس گل |
| دستکش طلا                  |                |                |
| تیبو کورتوا                |                |                |
| بهترین بازیکن جوان         |                |                |
| کیلین ام‌باپه               |                |                |
| جایزه بازی جوانمردانه فیفا |                |                |
| اسپانیا                    |                |                |

## آمار

### جدول گلزنان
۶ گل
- هری کین

۴ گل
- روملو لوکاکو
- آنتوان گریزمن
- کیلیان امباپه
- کریستیانو رونالدو
- دنیس چریشف

۳ گل
- یری مینا
- ایوان پریشیچ
- ماریو مانجوکیچ
- آرتم دزوبا
- دیگو کوستا
- ادینسون کاوانی

۲ گل
- سرخیو آگوئرو
- میله یدیناک
- ادن آزار
- فیلیپه کوتینیو
- نیمار
- لوکا مودریچ
- محمد صلاح
- جان استونز
- تاکاشی اینوی
- احمد موسی
- سون هیونگ-مین
- آندریاس گرانکویست
- وهبی خزری
- لوییس سوارز

۱ گل
- آنخل دی‌ماریا
- گابریل مرکادو
- لیونل مسی
- مارکوس روخو
- میچی باتشوایی
- ناصر الشاذلی
- کوین دی بروینه
- مروان فلاینی
- عدنان یانوزای
- دریس مرتنز
- یان فرتونگن
- روبرتو فیرمینو
- پائولینیو
- رناتو آگوستو
- تیاگو سیلوا
- خوان کوادرادو
- رادامل فالکائو
- خوان فرناندو کینترو
- کندال واستون
- میلان بادلی
- آندری کراماریچ
- ایوان راکیتیچ
- انته ربیچ
- دوماگوی ویدا
- کریستین اریکسن
- ماتیاس یورگنسن
- یوسف پولسن
- دله الی
- جسی لینگارد
- هری مگوایر
- کیرن تریپیر
- بنژامن پاوار
- پل پوگبا
- رافائل واران
- ساموئل اومتیتی
- تونی کروس
- مارکو رویس
- آلفرد فینبوکسون
- گیلوی سیگرسون
- کریم انصاریفرد
- گنکی هاراگوچی
- کیسوکه هوندا
- شینجی کاگاوا
- یویا اوزاکا
- خاویر ارناندس
- ایروینگ لوزانو
- کارلوس ولا
- فلیپه بالوی
- آندره کاریو
- پائولو گررو
- یان بدنارک
- گژگوژ کریهوویاک
- پپه
- ریکاردو کوارشما
- ماریو فرناندس
- یوری گازینسکی
- الکساندر گولووین
- سالم الدوسری
- سلمان الفرج
- سادیو مانه
- ام‌بایه نیانگ
- موسی واگه
- الکساندر کلاروف
- الکساندر میتروویچ
- کیم یونگ-گوون
- یاگو آسپاس
- ایسکو
- ناچو
- لودویگ آگوستینسون
- امیل فوشبری
- اولا تویوونن
- یوسیپ درمیچ
- بلریم ژمایلی
- جردان شکیری
- گرانیت ژاکا
- استیون زوبر
- دیلان برون
- فرجانی ساسی
- فخرالدین بن یوسف
- خوزه خیمنز

۱ گل به خودی
- عزیز بهیچ (برابر فرانسه)
- فرناندینیو (برابر بلژیک)
- ماریو مانجوکیچ (برابر فرانسه)
- احمد فتحی (برابر روسیه)
- ادسون آلوارز (برابر سوئد)
- عزیز بوحدوز (برابر ایران)
- اوقنکارو اتبو (برابر کرواسی)
- تیاگو چیونک (برابر سنگال)
- دنیس چریشف (برابر اروگوئه)
- سرگئی ایگناشویچ (برابر اسپانیا)
- یان سومر (برابر کاستاریکا)
- یاسین مریاح (برابر پاناما)

### پاس گل دهندگان
۲ پاس گل
- اور بانگا
- لیونل مسی
- ناصر الشاذلی
- کوین دی بروینه
- ادن آزار
- توما مونیه
- یوری تیلمانس
- فیلیپه کوتینیو
- خوان فرناندو کینترو
- خامس رودریگز
- آنتوان گریزمن
- لوکا هرناندز
- آرتم دزوبا
- الکساندر گولووین
- ویکتور کلاسون
- وهبی خزری
- کارلوس سانچس

۱ پاس گل
- گابریل مرکادو
- مارکوس روخو
- توبی الدرویرلد
- روملو لوکاکو
- دریس مرتنز
- داگلاس کاستا
- گابریل ژسوس
- نیمار
- ویلیان
- خوان کوادرادو
- جوئل کمپل
- میلان بادلی
- مارسلو بروزویچ
- ماتئو کواچیچ
- ماریو مانجوکیچ
- لوکا مودریچ
- ایوان پریشیچ
- یوسیپ پیواریچ
- دوماگوی ویدا
- شیمه ورسایکو
- توماس دلینی
- کریستین اریکسن
- نیگولای یارنسن
- عبدالله السعید
- جسی لینگارد
- هری مگوایر
- رحیم استرلینگ
- کیرن تریپیر
- اشلی یانگ
- الیویه ژیرو
- کورنتا تولیسو
- ماریو گومز
- مارکو رویس
- کیسوکه هوندا
- تاکاشی اینوی
- شینجی کاگاوا
- یوتو ناگاتومو
- گاکو شیباساکی
- خاویر ارناندس
- ایروینگ لوزانو
- فیصل فجر
- ویکتور موزس
- کنت اومرو
- ریکاردو آویلا
- پائولو گررو
- کمیل گروشیتسکی
- رافا کورزاوا
- گونسالو گجیس
- رافائل گوریرو
- ژواو موتینیو
- آدرین سیلوا
- آلان دزاگوئف
- ماریو فرناندس
- ایلیا کوتپوف
- رومن زوبنین
- عبدالله عطیف
- ام‌بایه نیانگ
- دوشان تادیچ
- لی جائه سونگ
- جو سه-جونگ
- سرخیو بوسکتس
- دنی کارواخال
- آندرس اینیستا
- اولا تویوونن
- بریل امبولو
- ماریو گاورانوویچ
- جردان شکیری
- دنیس زکریا
- اسامه الحدادی
- حمدی النقاز
- رودریگو بنتنکور
- لوییس سوارز